# Dedê
Leonardo de Deus Santos detto Dedê (Belo Horizonte, 18 aprile 1978) è un ex calciatore ed ex allenatore brasiliano, di ruolo difensore.

## Palmarès

### Club

#### Competizioni internazionali
- Coppa CONMEBOL: 1

Atlético Mineiro: 1997

#### Competizioni nazionali
- Campionato tedesco: 2

Borussia Dortmund: 2001-2002, 2010-2011